# Witkowice (województwo łódzkie)
Witkowice – wieś w Polsce położona w województwie łódzkim, w powiecie brzezińskim, w gminie Brzeziny.
W Słowniku Geograficznym Królestwa Polskiego i innych krajów słowiańskich z roku 1881 możemy między innymi przeczytać:
„Witkowice, wieś i folwark w pow. brzeziński, gm. Lipiny, par. Brzeziny. Wieś ma 15 domów, 144 mieszkańców. Na początku XVI w. według Liber beneficiorum Jana Łaskiego łany kmiece i folwark dają dziesięcinę plebanowi w Brzezinach.”
W latach 1975–1998 miejscowość należała administracyjnie do województwa skierniewickiego.

## Zabytki
Według rejestru zabytków Narodowego Instytutu Dziedzictwa na listę zabytków wpisany jest obiekt:
- cmentarz wojenny niemiecki z I wojny światowej (przy drodze Witkowice-Gałkówek), nr rej. 951A z 10.01.1994